# Kisgalambfalva
Kisgalambfalva (románul Porumbenii Mici, korábban Golumba Mică) falu Romániában Hargita megyében.

## Fekvése
Székelyudvarhelytől 22 km-re délnyugatra a Nagy-Küküllő bal partján, a Kisgalambfalvi-szoros bejáratánál fekszik, Nagygalambfalához tartozik.

## Története
Területe ősidők óta lakott. Határában számos őskori, római és népvándorláskori emlék került elő. A Küküllő jobbpartján emelkedő Várkapuszádán a hagyomány egykori erődöt tart számon. A falutól délnyugatra a Galathtető nevű magas hegycsúcson állt egykor Galath vára, népvándorláskori földvár, melynek kövei a hegyoldalon még megtalálhatók. A viszonylag nagy alapterületű vár a székelyek egyik határvára volt. A legenda szerint a tatárok elfoglalták és ide hordták össze rablott kincseiket melyet a vár beomlott pincéi őriznek. A falu a 13. században népesülhetett be. Régi református temploma a 17. században épülhetett, az 1661-es török pusztításkor megrongálódott, de kijavították. 1790-ben ez a templom leégett. Mai református temploma 1798-ban épült. A falu 1790-ben és 1830-ban teljesen leégett, de újraépült. 1910-ben 664, 1992-ben 471 magyar lakosa volt. A trianoni békeszerződésig Udvarhely vármegye Székelykeresztúri járásához tartozott.

## Nevezetességei
- Hímzett országzászlaja
- Turul-szobor[2]

## Híres emberek
- Itt született 1926. május 7-én Vékás Domokos diplomata.
- Itt született 1949. január 4-én Vékás Zoltán baptista egyházi író, szerkesztő.